# Ulrich Ritter (Maskenbildner)
Ulrich Ritter (* 23. Oktober 1963 in Offenbach am Main) ist ein deutscher Maskenbildner.

## Leben und Wirken
Nach einer Friseurlehre, die er als Innungsbester abschloss, volontierte er von 1985 bis 1987 als Maskenbildner am Staatstheater Mainz, das damals noch Stadttheater Mainz hieß. Von 1987 bis 1992 war er am Nationaltheater Mannheim als Maskenbildner mit Schwerpunkt Schauspiel beschäftigt. Nach Engagements bei Theaterprojekten in Frankfurt am Main, Ludwigshafen am Rhein und Offenbach sowie dem Hessischen Rundfunk und dem Südwestfunk war er in dutzenden von Spielfilmen als Maskenbildner eingesetzt. Chefmaskenbildner war er unter anderem in Die letzte Fiesta, Jenseits des Regenbogens, Die Datsche, Liebe in letzter Minute, Das Bernstein-Amulett, Spreewaldkrimi: Das Geheimnis im Moor, Da kommt Kalle, Der Kapitän und Tatort: Willkommen in Hamburg. Der Historienfilm Henri 4, bei dem Ulrich Ritter als Maskenbildner tätig war, wurde bei der ersten Vergabe des Deutschen Filmpreises für Maskenbildner für eine Lola nominiert.
Ulrich Ritter ist Spezialist für Typen und Spezialeffekte wie künstliche Wunden und Narben. Als SFX-Dozent leitet er Workshops im Bereich Make-Up bei EndorfinE – Stuntman für einen Tag. Im Modell- und Dummy-Bau hat er Filmproduktionen mit lebensechten Puppen ausgestattet, vor allem bewegungsfähigen neu- und frühgeborenen Kindern. Diese wurden eingesetzt in zum Beispiel den Filmen Dresden, Was am Ende zählt, Die Flucht, Meine schöne Bescherung und Tarragona – Ein Paradies in Flammen sowie den Serien Verrückt nach Clara, Die Familienanwältin, Der Dicke und Marienhof – in der Tatort-Folge Erntedank e.V. (2007) als Baby der Hannover-Kommissarin Lindholm, gespielt von Maria Furtwängler.

## Filmografie (Auswahl)
- 1994: Tabaluga & Lilli (Rockmärchen-Tournee)
- 1995–1997: Faust
- 1996: Schuldig auf Verdacht
- 1997: Die Feuerengel
- 1998–2000: Die Cleveren
- 1999: Die letzte Fiesta (Chefmaskenbildner)
- 2000, 2002–2003: Die Männer vom K3
- 2000: Blondine sucht Millionär fürs Leben
- 2001: Jenseits des Regenbogens (Chefmaskenbildner)
- 2001: Rosamunde Pilcher – Die Rose von Kerrymore
- 2002: Die Datsche (SFX-Maskenbildner, Chefmaskenbildner)
- 2002: Leben tötet mich (Vivre me tue)
- 2003: Kunden und andere Katastrophen
- 2003: Liebe in letzter Minute (Chefmaskenbildner)
- 2004: Das Bernstein-Amulett (Chefmaskenbildner)
- 2005: Dresden (SFX-Maskenbildner)
- 2005: Prinz und Paparazzi
- 2006: 7 Zwerge – Der Wald ist nicht genug
- 2006: Spreewaldkrimi: Das Geheimnis im Moor (Chefmaskenbildner und Dummydressing)
- 2007: Die Flucht
- 2007–2008: Da kommt Kalle (Chefmaskenbildner)
- 2009: Der Kapitän, 3. Staffel (Chefmaskenbildner)
- 2010: Henri 4
- 2011: Eine dunkle Begierde
- 2011: Hindenburg
- 2013: Tatort: Willkommen in Hamburg (Chefmaskenbildner)